# Анга (река, впадает в Онежское озеро)
Анга — река в России, протекает по Прионежскому и Кондопожскому районам Карелии.
Исток — озеро Сухое в Прионежском районе, западнее деревни Суйсарь. Протекает через озёра Верхнее, Нижнее и Рымбозеро. В среднем течении имеются пороги.
Впадает в Кондопожскую губу Онежского озера у деревни Кодогуба (Кондопожский район), чуть южнее находится деревня Тулгуба. Длина реки составляет 17 км.

## Данные водного реестра
По данным государственного водного реестра России относится к Балтийскому бассейновому округу, водохозяйственный участок реки — Бассейн Онежского озера без рек Шуя, Суна, Водла и Вытегра, речной подбассейн реки — Свирь (включая реки бассейна Онежского озера). Относится к речному бассейну реки Нева (включая бассейны рек Онежского и Ладожского озёр).
Код объекта в государственном водном реестре — 01040100612102000014795.